# 덕흥대원군묘
덕흥대원군묘(德興大院君墓)는 대한민국 경기도 남양주시에 있는 조선 선조의 부친으로, 대원군 제도가 처음 시작된 덕흥대원군(德興大院君, 1530-1559)과 하동부대부인 정씨(河東府大夫人 鄭氏, 1522-1567)의 묘이다. 비공식적으로 덕릉이라고도 불린다.
덕흥대원군의 휘는 초(岹)이며, 자는 경앙(景仰)이다. 부왕(父王)은 제11대 중종(中宗)이며, 어머니는 창빈 안씨(昌嬪 安氏)이다. 중종의 제7남으로 경인 1530년(중종 25) 3월 5일에 태어났다. 9세 때 덕흥군(德興君)으로 책봉되고, 13세 때 영의정 하동부원군 정인지(鄭麟趾)의 손자인 판중추부사 정세호(鄭世虎)의 딸인 하동 정씨(河東 鄭氏)하고 길례를 올렸다. 자녀로는 3남 1녀를 두었고, 부실 양녀 순단(順單)에서 1녀를 두고, 기미 1559년(명종 14) 5월 9일에 향년 30세 일기로 별세하니 그 해 9월 17일에 양주 남면 수락산 언덕에 예장하였다.
배위 하동부대부인 정씨는 영의정 하동부원군 정인지의 증손녀이며, 판중추부사 정세호의 딸로 1522년(중종 17) 9월 4일 탄강하였다. 덕흥군과 가례를 올리고 하동군부인(河東郡夫人)으로 제수되었다. 자녀로는 3남 1녀를 두고, 정묘 1567년(명종 22) 5월 18일 향년 46세 일기로 별세하니 이 해 8월 9일 대원군 곁 이실(異室)에 예장하였다.
이 해 덕흥군의 셋째 아들 하성군(河城君) 균(鈞)이 제13대 명종의 뒤를 이어 즉위한 뒤 생부와 생모를 1569(선조 2)년에 송(宋)나라 영종(英宗)의 생부 복왕(濮王)을 추존하는 고사(故事)를 따라 생부 덕흥군을 추숭하여 덕흥대원군(德興大院君)으로 하고 생모 하동군부인은 하동부대부인(河東府大夫人)으로 추존하고, 나라에서 제사를 지내 고하려면 황백부모(皇伯父母)를 칭하기로 하였다.
그의 사자(嗣子) 하원군(河原君) 정(鋥)에게는 작위 1급을 가하고, 잠저인 도정궁에 가묘(家廟)인 덕흥궁(德興宮)을 세워 신위는 백세토록 조천하지 않는 것으로 정하였다. 정축 1577년(선조10)에 선조께서 친히 대원군 사당에 제향을 모시고, 4대 이후 사손(嗣孫)에게는 당사관(정3품) 도정(都正) 벼슬을 마련하여 세습하도록 하며, 노비와 토지를 주고, 매년 관아에서 사시제물을 마련하게 하여 제향을 받들도록 하였다. 그 후로도 계속 선조(宣祖) 이하 역대 임금도 친히 전배와 제향(작헌례)을 모셨다.

## 같이 보기
- 조선 선조
- 덕릉재실
- 원찰 흥국사

## 참고 자료
- 덕흥대원군묘 - 국가유산청 국가유산포털